# Throw Sum Mo
"Throw Sum Mo" é uma canção da dupla hip hop Rae Sremmurd. Conta com a participação dos rappers Nicki Minaj e Young Thug. Foi lançada em 9 de Dezembro de 2014, servindo como o terceiro single do álbum de estreia do grupo, SremmLife (2015). A canção foi produzida pelo compositor americano e produtor de música Soundz, ao lado de Lee Swae e Slim Jimmy.

## Desempenho nas paradas
| Paradas (2014)                               | Melhor posição |
| -------------------------------------------- | -------------- |
| Estados Unidos (Billboard Hot 100)           | 85             |
| Estados Unidos (Billboard R&B/Hip-Hop Songs) | 24             |